# Sesame Square
Sesame Square is de Nigeriaanse versie van Sesame Street (Nederlands: Sesamstraat). Het is een educatief televisieprogramma voor kinderen dat deel uitmaakt van een project van het United States Agency for International Development. De televisieserie wordt sinds mei 2011 door de zender Nigerian Television Authority uitgezonden. Het programma is Engelstalig. In plaats van de typisch Amerikaanse stad, zoals in Sesame Street, speelt alles zich af in een typisch Nigeriaans dorp.
In Sesame Square komen onder meer poppen van Sesame Street voor, die spreken met een Nigeriaans accent. Er zijn twee poppen die in Sesame Square een hoofdrol spelen: Zobi en Kami. Zobi is vergelijkbaar met Koekiemonster, maar hij eet graag yams in plaats van koekjes. Kami verbeeldt een hiv-positief meisje. Dit personage komt ook voor in de Zuid-Afrikaanse versie, Takalani Sesame, en is bedoeld om de in Nigeria en andere Afrikaanse landen veelvoorkomende ziekte aids van zijn stigma te ontdoen.